# Synemosyna ubicki
Synemosyna ubicki är en spindelart som beskrevs av Cutler 1988. Synemosyna ubicki ingår i släktet Synemosyna och familjen hoppspindlar. Inga underarter finns listade i Catalogue of Life.